# FA Kilikia Jerevan
A Kilikia Jerevan vagy Kilikia Jereván (örmény betűkkel: Ֆուտբոլային Ակումբ Կիլիկիա Երեւան, magyar átírásban: Futbolajin Akumb Kilikia Jerevan, nyugati sajtóban: FC Kilikia Yerevan) örmény labdarúgócsapat volt Jerevánban, amely 2011 januárjában szűnt meg.

## Nemzetközi kupaszereplései

### Összesítve
| Kupa           | J | GY | D | V | LG–KG |
| -------------- | - | -- | - | - | ----- |
| Intertotó-kupa | 2 | 0  | 0 | 2 | 1–8   |
| Összesen       | 2 | 0  | 0 | 2 | 1–8   |

### Szezonális lebontásban
| Szezon | Kupa           | Forduló    | Ellenfél        | Eredmény | Eredmény |
| ------ | -------------- | ---------- | --------------- | -------- | -------- |
| 2006   | Intertotó-kupa | 1. forduló | Dinamo Tbiliszi | 1–5      | 0–3      |

Megjegyzés: Az eredmények minden esetben az Kilikia szemszögéből értendőek, a félkövéren jelölt mérkőzéseket pályaválasztóként játszotta.

## Külső hivatkozások
- A Kilikia Jerevan adatlapja az Örmény Labdarúgó-szövetség oldalán (angolul)